# Derek Sikua

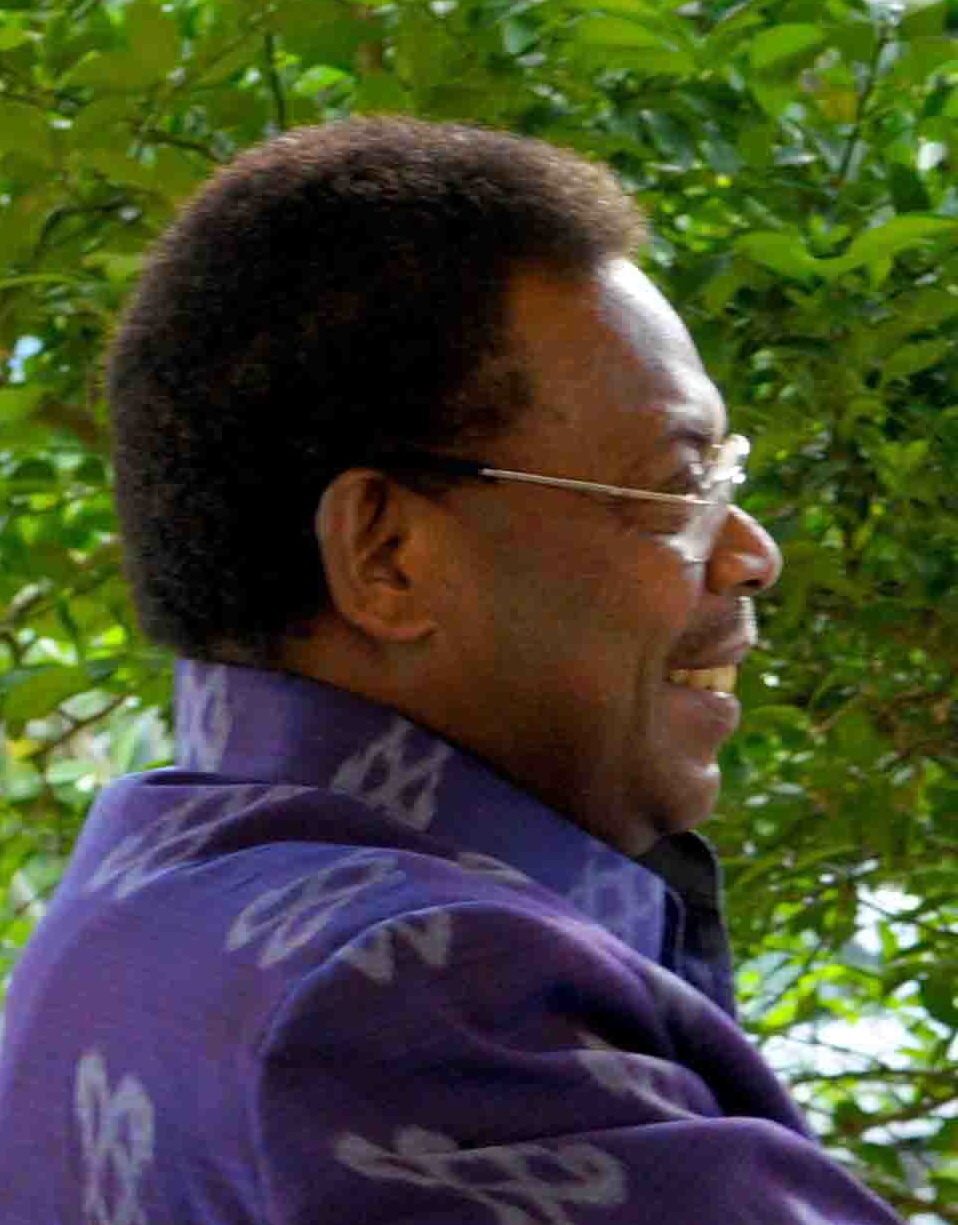
Derek Sikua

Derek Sikua (10 oktober 1959) was tussen 2007 en 2010 de premier van de Salomonseilanden. Hij was lid van de Solomon Islands Liberal Party.
Op 20 december 2007 werd Sikua premier als opvolger van Manasseh Sogavare. Na zijn verlies in de verkiezingen van 2010 stapte hij op. Hij bleef wel lid van het parlement, vanaf 2011 als oppositieleider. In 2014 werd hij minister van Onderwijs.